# Rozbiał
Rozbiał (Mesua L.) – rodzaj roślin z rodziny gumiakowatych (Calophyllaceae). Obejmuje 5–7 gatunków. Cztery z nich są endemitami Ghatów Zachodnich w Indiach, a zasięg całego rodzaju obejmuje poza Półwyspem Indyjskim Sri Lankę, Półwysep Indochiński i Archipelag Malajski. Najszerzej rozprzestrzeniony gatunek – Mesua ferrea – jako introdukowany rośnie także w Chinach.
Drzewa z gatunku Mesua ferrea traktowane są jako święte w Indiach i w Wietnamie, gdzie sadzone są przy świątyniach. Jest to jedno z tzw. drzew żelaznych – jest tak twarde i ciężkie, że nie nadaje się do obróbki siekierami, lecz wyłącznie maszynowej. Wykorzystywane jest do wyrobu słupów, podkładów kolejowych i na fornir, dawniej wykonywano z niego włócznie. Pachnące kwiaty wykorzystywane są w lecznictwie, kosmetyce (w tym w przemyśle perfumeryjnym) oraz do aromatyzowania wypełnienia poduszek. Nasiona zawierają 79% oleju i stanowią główne źródło tego surowca dla ludu Dai. Ze względu na znaczenie użytkowe i ozdobne kwiaty gatunek M. ferrea jest popularnie uprawiany, zwłaszcza w Indiach i na Jawie.

## Morfologia
PokrójDrzewa. Jeszcze na etapie siewki szczytowy pąk obumiera i pęd kontynuuje wzrost z pąków bocznych. Rośliny nagie lub z jednokomórkowymi włoskami.
LiścieNaprzeciwległe, ogonkowe, pojedyncze, całobrzegie i skórzaste. Blaszka liściowa z licznymi cienkimi żyłkami drugiego rzędu. Przejrzyste gruczołki w blaszce zwykle bardzo drobne.
KwiatyObupłciowe, wyrastają pojedynczo lub w kwiatostanach liczących po 2–6 kwiatów w kątach liści. Działki kielicha i płatki korony zwykle w liczbie czterech, rzadziej pięciu. Pręciki bardzo liczne (do tysiąca), do 4 mm długości, mają wolne nitki i tworzą pierścień wokół słupka. Ten utworzony jest z dwóch owocolistków – zalążnia jest dwukomorowa, w każdej komorze znajdują się dwa zalążki. Szyjka słupka pojedyncza, na końcu z palczasto podzielonym znamieniem.
OwoceDrewniejące torebki, z trwałą, także drewniejącą przegrodą. Zawierają od jednego do czterech nasion.

## Systematyka
Rodzaj z rodziny gumiakowatych Calophyllaceae. W dawniejszych systemach klasyfikacyjnych rodzaj zaliczany był do szeroko ujmowanej rodziny kluzjowatych Clusiacaceae/Guttiferae.
Do rodzaju bywają włączane w niektórych ujęciach rośliny z rodzaju Kayea (ok. 75 gatunków z Azji Południowo-Wschodniej).
Wykaz gatunków według The Plant List
- Mesua acuminatissima (Merr.) Kosterm.
- Mesua assamica (King & Prain) Kosterm.
- Mesua beccariana (Baill.) Kosterm.
- Mesua ferrea L.
- Mesua hexapetala (Hook. f.) P.S. Ashton
- Mesua macrophylla (Kaneh. & Hatus.) Kosterm.
- Mesua pustulata (Ridl.) P.S. Ashton